# Картес
Картес (ісп. Cartes) — муніципалітет в Іспанії, у складі автономної спільноти Кантабрія. Населення — 5118 осіб (2009).
Муніципалітет розташований на відстані близько 320 км на північ від Мадрида, 25 км на південний захід від Сантандера.
На території муніципалітету розташовані такі населені пункти: Ла-Баркера, Бедіко, Картес (адміністративний центр), Корраль, Меркадаль, Міхарохос, Ріокорво, Сан-Мігель, Сантьяго-де-Картес, Сьєрра-Ельса, Єрмо.

## Демографія
Динаміка населення (INE ):

## Галерея зображень

Розташування муніципалітету
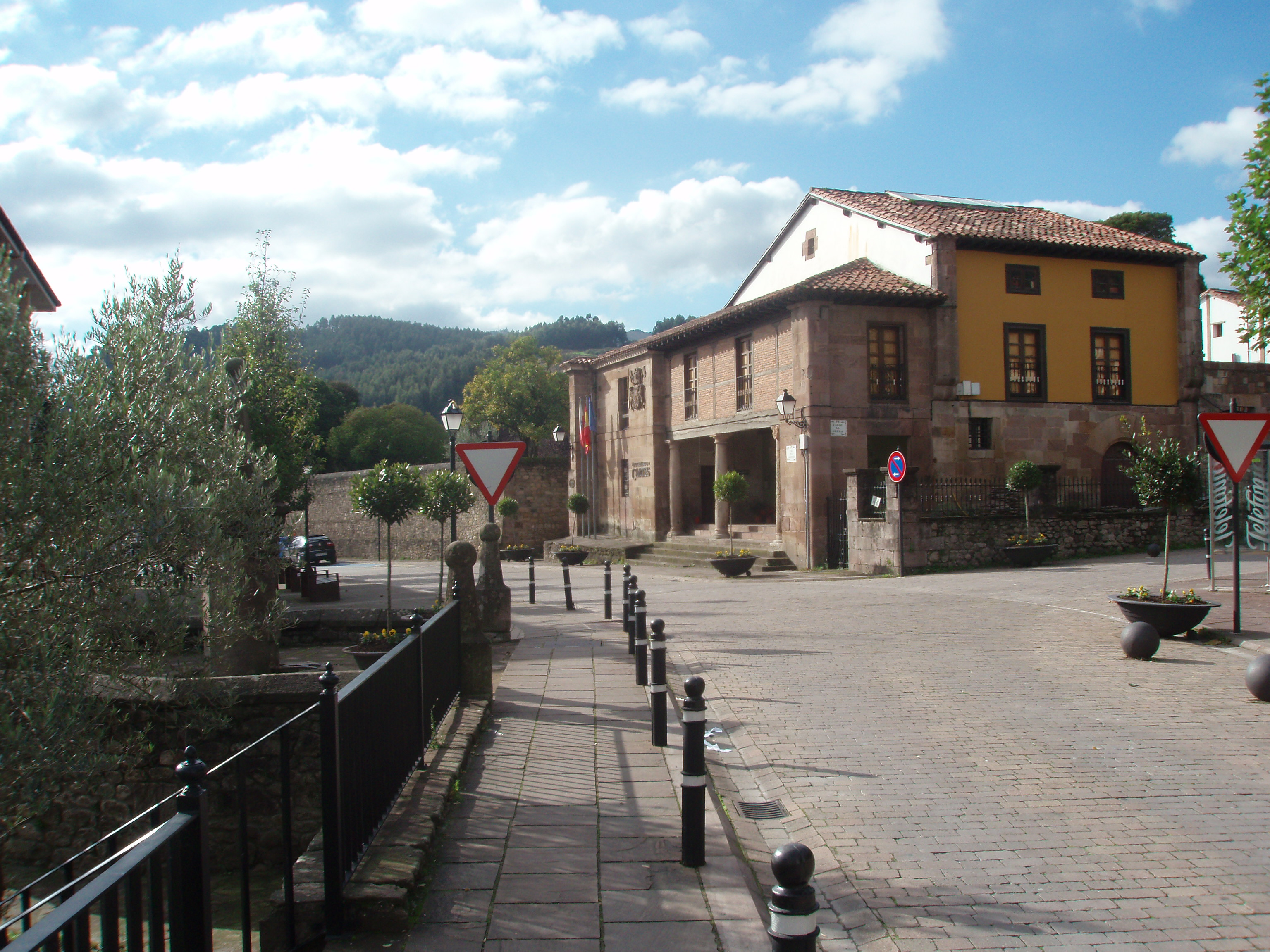
Муніципальна рада
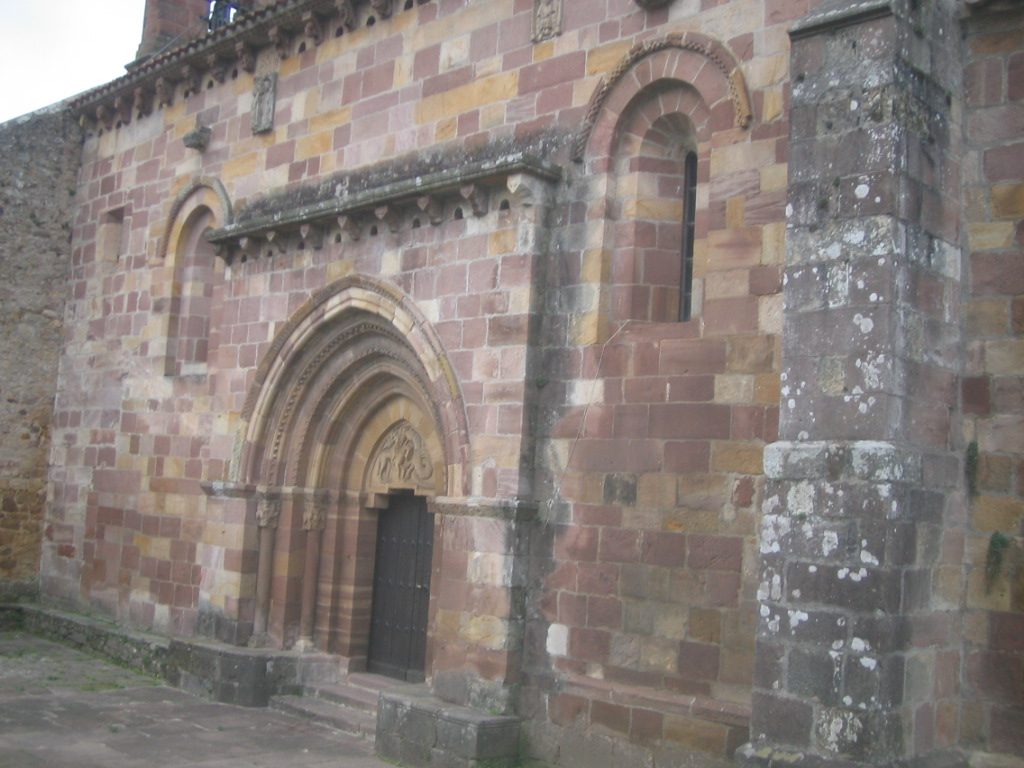
Церква Санта-Марія-де-Єрмо